# タイランド4.0
タイランド4.0（タイランド フォー ポイント ゼロ、英語: Thailand 4.0）とは、タイ政府が2015年に提示したタイの長期的に目指すべき経済社会のビジョン、長期経済開発計画の名称。および、2018年にタイ科学技術省が公開したラップ曲のタイトル。

## 概要
国家経済社会開発庁(NESDB)は、過去からのタイの発展を次のように区分した。
1. 農村社会。家内工業が中心であり、工業化以前のタイ
2. 天然資源や安価な労働力を活用した軽工業を主体に成長した時代
3. 外資企業の進出を活用した重化学工業が中心となった時代。1980年代後半から2010年代（現在）

「タイランド4.0」は、これらに続く第4段階とされ、イノベーション、生産性、サービス貿易をキーワードとし、「持続的な付加価値を創造できる経済社会」とNESDBは定義している。
タイランド4.0は即効的な施策ではなく、20年をかけた長期ビジョンとなっており、最終年に当たる2036年までに高所得国入りすることを目標としている。
タイ政府は、タイランド4.0を担う産業といして、以下の10産業を挙げており、短・中期、長期に区分して育成する計画を打ち出している。次世代自動車から未来食品までの5つを「既存産業」として短・中期に育成し、ロボット産業から医療ハブの5つを「未来産業」として長期に育成する計画を示している。
1. 次世代自動車 (Next Generation Automotive)
2. スマート・エレクトロニクス (Smart Electronics)
3. 富裕・医療・健康ツーリズム (Affluence, Medical & Welfare Tourism)
4. 農業・バイオテクノロジー (Agriculture and Biotechnology)
5. 未来食品 (Food for the Future)
6. ロボット産業 (Robotics)
7. 航空・ロジスティック (Aviation and Logistics)
8. バイオ燃料とバイオ化学 (Biofuels and Biochemical)
9. デジタル産業 (Digital)
10. 医療ハブ (Medical Hub)

## 経緯
2010年から2016年のタイにおける実質GDP成長率は年平均3.6%であり、この数値はASEAN諸国のなかでは最も低い。またタイの生産年齢人口（15歳から64歳）の比率はすでにピークを超えており、今後のタイ社会における高齢化は加速度的に進むとみられる。こういった中、天然資源の活用や外資企業を誘致することで中所得国へと成長してきた途上国が、既存の成長路線に固執して産業構造転換の努力を怠ったことによって、成長率が鈍化し高所得国に移行するのが困難になる「中所得国の罠」「中進国の罠」と呼ばれる状態への危機感をタイ政府は抱いており、こういった危機感がタイランド4.0に反映されている。
2016年には東部のラヨーン県、チョンブリー県、チャチューンサオ県を東部経済回廊（英語: Eastern Economic Corridor、EEC）として経済特区に指定し、高度先端産業の集積、開発を推し進めていく方針を示した。

## オポチュニティ・タイランド
オポチュニティ・タイランドは、2017年2月15日にタイ投資委員会が主催し、バンコクで開催された投資セミナー。
プラユット・チャンオチャ首相がタイランド4.0の意義について述べると共に、ソムキット・チャトゥシピタク副首相（経済担当）が、タイ第一主義ではなく、周辺国と共に成長しタイがASEAN地域のゲートウェイとなるアピールを行い、投資を呼びかけた。

## ラップ
タイのHIPHOPプロジェクト「RAP AGAINST DICTATORSHIP」は、2018年10月にタイ軍政を批判するラップ『プラテート・グー・ミー』をYouTubeなどで公開し、これがヒットしている。
これに反撃する格好で、タイ科学技術省は自らの政策の正当性を訴えるラップ『タイランド4.0』を公開した。